# Bezděkov, Pardubice
Bezděkov là một làng thuộc huyện Pardubice, vùng Pardubický, Cộng hòa Séc.